# Ortografia de les sibilants
L'ortografia de les sibilants constitueix un cas en l'ortografia del català en el qual un mateix so sibilant es representa en grafies diferents. Per articular aquests sons fricatius alveolars, es deixa sortir l'aire lliscant per una petita cavitat bucal i la llengua se situa a la zona dels alvèols.

## Distinció entre so i grafia
La representació gràfica (l'escriptura) és una manera imperfecta de representar els sons, és a dir, que sovint no hi ha una correspondència clara i unívoca entre so i grafia. La branca de la lingüística que estudia aquesta identificació és l'ortologia.
Un mateix so es pot escriure de diferents maneres. És el cas de les consonants sibilants. Així, aquestes es poden dividir en dos grans grups: essa sorda i essa sonora.

## Essa sorda

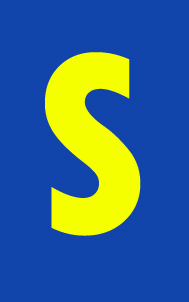
Essa sorda.

El so de la essa sorda es representa fonèticament [s]; gràficament, es pot escriure de diferents maneres: S (ex: pensa), SS (ex: assemblea), SC (ex: escèptic), C (ex: peces) i Ç (ex: caça).

### Normes ortogràfiques
Les normes ortogràfiques que regeixen aquestes grafies són les següents: el so [s] s'escriu amb:
- S:
  - A principi de mot (sol, sabata)
  - Entre vocal i consonant o consonant i vocal (esport, dansa)
  - A final de mot (pas, cortès)
  - En posició intervocàlica en la majoria de derivats per prefixació (asimetria, antisocial, ecosistema)
- SS:
  - En posició intervocàlica (passar, bossa)
  - En els derivats d'un radical començat per s amb els prefixos a-, dis-, pre- (assenyalar, dissociar, pressentir)
- Ç:
  - Davant les vocals a, o, u (força, caçar)
  - A final de mot (feliç, llaç)
- C: davant les vocals e, i (cel, cacera, cívic)
- SC: en alguns casos especials: (ascens, ascensor)

## Essa sonora

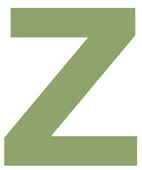
Essa sonora.

El so [z] únicament es pot escriure amb dues grafies diferents: S i Z.

### Normes ortogràfiques
S'escriu amb:
- S: en posició intervocàlica (casa, masia)
- Z: a principi de mot (zona, zoològic) i darrere de consonant (donzella, esmorzar)

### Excepcions
Cal tenir present que en tota regla sempre existeixen excepcions. S'escriu:
- S: darrere consonant, en els derivats de fons, dins i trans: (enfonsar, endinsar, transistor)
- Z: entre vocals en un grup de mots d'origen grec: (trapezi, amazona, nazisme)

### Errors en lapronúncia
En moltes ocasions, aquests sons sibilants es pronuncien de manera incorrecta. Alguns casos són els següents:
- S'escriuen amb SS i, per tant, cal pronunciar amb el so d'essa sorda les següents paraules: advocadessa, alcaldessa, agressió, missió, compressió...
- Així mateix, cal pronunciar com a sonora la essa de les següents paraules: anestèsia, fase, medusa, episodi, dosi, anàlisi...